# Slugging percentage

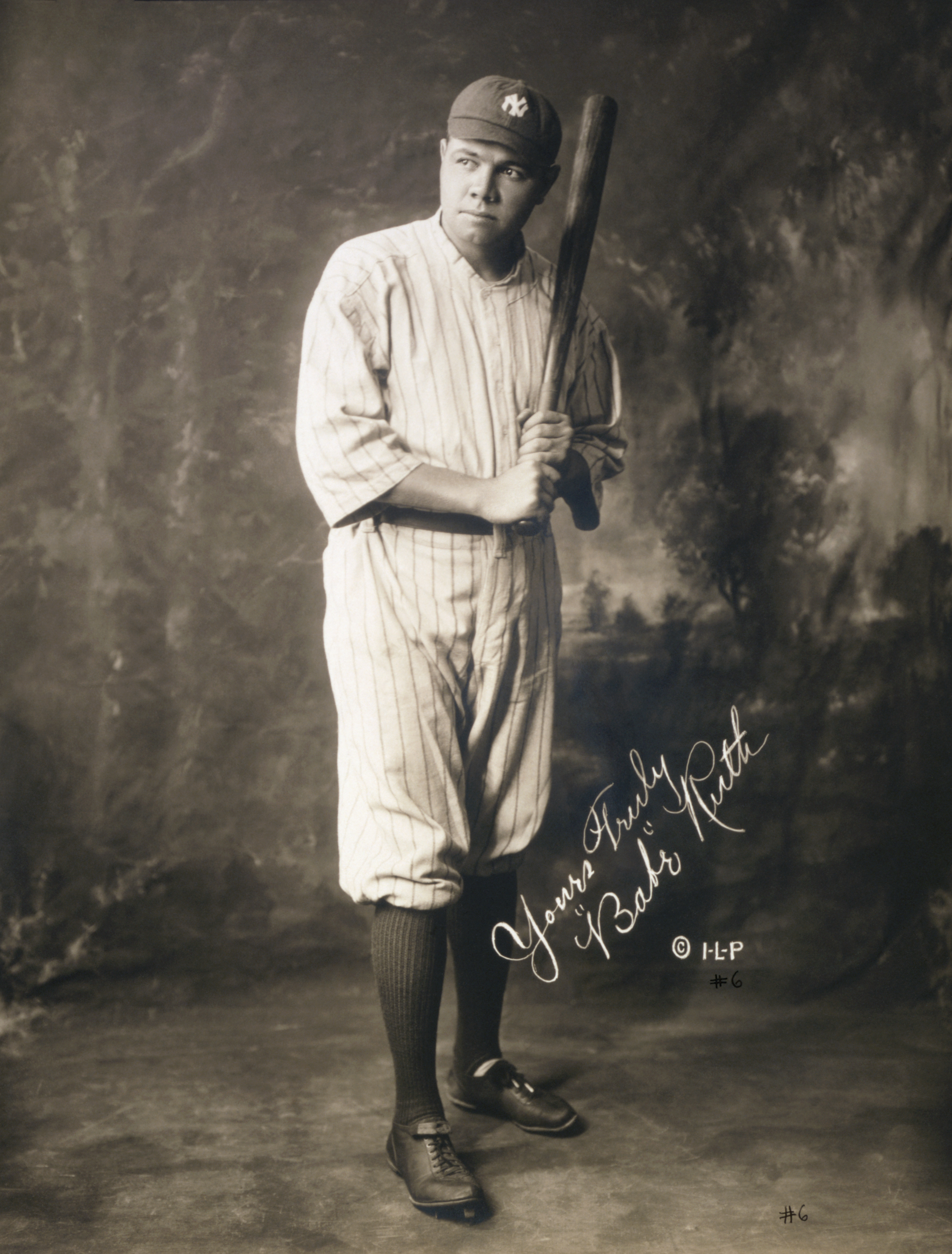
Babe Ruth jest liderem w klasyfikacji wszech czasów pod względem średniej slugging percentage (0,690).

Slugging percentage (w skrócie SLG) – statystyka w baseballu dla pałkarza, określająca stosunek liczby zdobytych baz ogółem poprzez uderzenie (single, double, triple, home run) do liczby pojawienia się na pałce.
Slugging percentage oblicza się według wzoru:
{\displaystyle SLG={\frac {({\mathit {1B}})+(2\times {\mathit {2B}})+(3\times {\mathit {3B}})+(4\times {\mathit {HR}})}{AB}},}
gdzie 1B, 2B, 3B, HR oznacza odpowiednio liczbę zdobytych single’ów, double’ów, triple’ów oraz home runów, zaś AB liczbę pojawienia się na pałce.
Przykład: W 1920 roku Babe Ruth podczas pierwszego sezonu w New York Yankees zaliczył 73 single’ów, 36 double’ów, 9 triple’ów i zdobył 54 home runy, na pałce pojawił się 458 razy. Liczba zdobytych baz ogółem (73 × 1) + (36 × 2) + (9 × 3) + (54 × 4) wynosi 388. Po podzieleniu przez 458 jego slugging percentage wyniósł 0,847.
Slugging percentage może maksymalnie wynosić 4,000.